# Piperacilin
Piperacilín je širokospektralni β-laktamski antibiotik iz ureidopenicilinov. Piperacilin in drugi ureidopenicilini imajo v zvoji zgradbi vključeno polarno stransko verigo, ki poveča prehajanje učinkovine v gramnegativne bakterije in zmanjša njeno občutljivost za encim betalaktamazo. Posledično je piperacilin učinkovit tudi proti Pseudomonas aeruginosa, ki predstavlja pomemben patogen v bolnišnicah, in ga zato včasih imenujejo tudi »protipsevdomonasni penicilin«. Sam piperacilin ne izraža visoke učinkovitosti proti grampozitivnim bakterijam, kot je Staphylococcus aureus, saj je občutljiv za hidrolizo z njihovimi betalaktamazami. Zato se daje tudi v kombinaciji z zaviralcem betalaktamaz tazobaktamom. Kombinacija s tazobaktamom pa ni učinkovita proti MRSA, saj se penicilini (kot tudi številni drugi betalaktamski antibiotiki) ne vežejo dovolj močno na penicilin vežoče beljakovine tega patogena.
Patentirali so ga leta 1974, za klinično uporabo pa odobrili leta 1981.
Svetovna zdravstvena organizacija uvršča piperacilin med kritično pomembna zdravila.